# Abies nebrodensis
Abies nebrodensis hay cây thông sicilian là một loài thực vật hạt trần trong họ Thông. Loài này được (Lojac.) Mattei miêu tả khoa học đầu tiên năm 1908.